# Naučná stezka Březina (Humpolec)
Naučná stezka Březina je naučná stezka, která vede z Humpolce okolo hradní vrchu Orlíku. Její celková délka je cca 10 km a na cestě se nachází 16 zastavení. Název dostala podle Otakara Březiny, tehdejšího ředitele zemědělské školy v Humpolci. Vybudována byla již v 80. letech 20. století díky Českého svazu ochránců přírody v Humpolci. Tato organizace však brzy poté skončila a to znamenalo i konec NS. K obnově došlo až v roce 2000 díky Klubu ochrany dravců a sov při sdružení Děti Země Mladé Bříště a společnosti Castrum o.p.s.

## Vedení trasy
Trasa začíná v Humpolci na Horním náměstí, odkud pokračuje Hradskou ulicí k lesoparku u ZŠ Podhrad. Lesoparkem prochází až k rybníku Dvořák, kousek za ním se napojuje na modrou turistickou značku, odbočuje doprava a po silničce a následně lesní cestě míří do kopce. Asi 300 metrů před rozcestím Na Štůlách odbočuje vlevo do lesa a asi po 300 metrech se na neznačeném rozcestí na modrou značku znovu vrací. Tu ovšem za dalších cca 200 metrů opouští a po lesních cestách obchází celou lokalitu Březina. Později se stáčí zpátky k modré značce, tu však protíná a pokračuje okolo skupiny studánek a lesních rybníčků na okraj Rozkoše. Následuje výstup na zříceninu hradu Orlík (dovnitř vede odbočka), před níž trasa uhýbá doleva, do lesa a posléze okolo skalisek sestupuje k Humpolci. Z lesa vychází u židovského hřbitova, za nímž pokračuje po silničce (na křižovatce odbočuje vlevo) se vrací zpět do lesoparku.

## Zastavení
- Úvodní panel, Lesopark
- Staleté stromy u rybníka Dvořák
- Živcové lomy
- Štůly pod Orlíkem
- Středověké hornictví
- Březinka – rýžoviště zlata
- Andalusit u Čejova
- Rostliny v lese
- Voda je život
- Živočichové v lese
- Studna v podhradí
- Hrad Orlík
- Kamenné moře
- Ochrana přírody
- Čertovka a Andělka – pověsti z okolí
- Židovský hřbitov

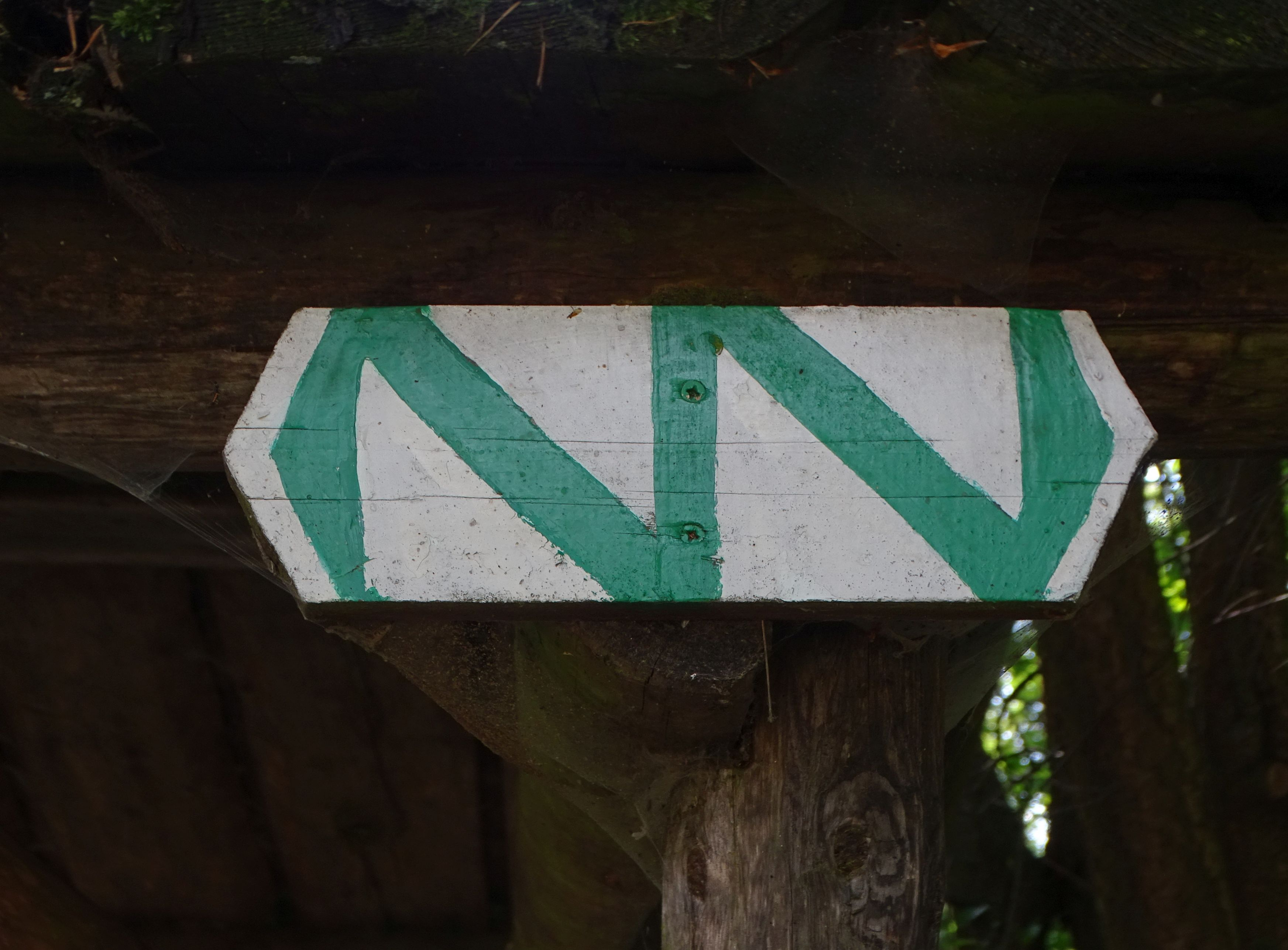
Značka naučné stezky u Orlíku
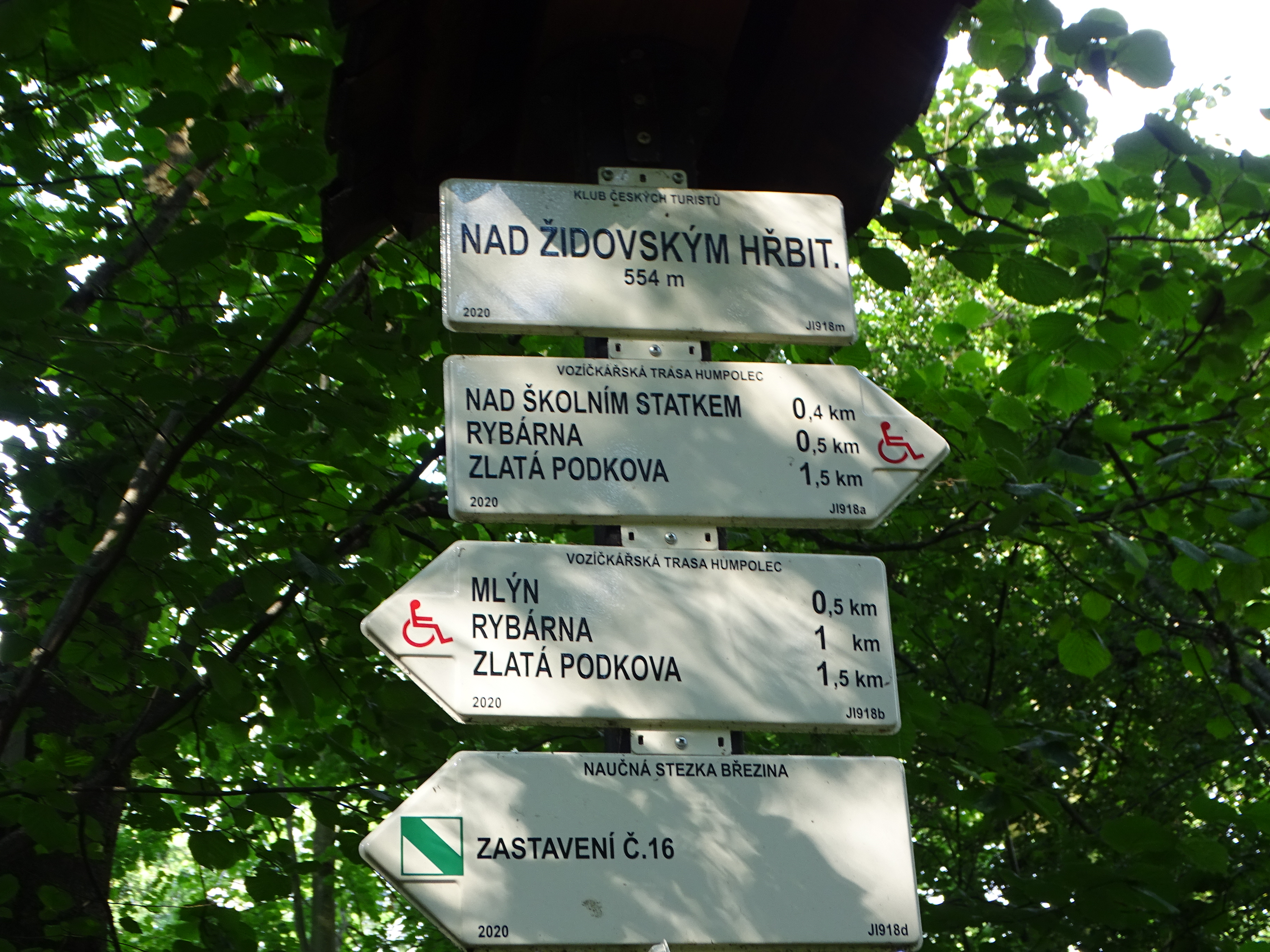
Rozcestník Nad židovským hřbitovem
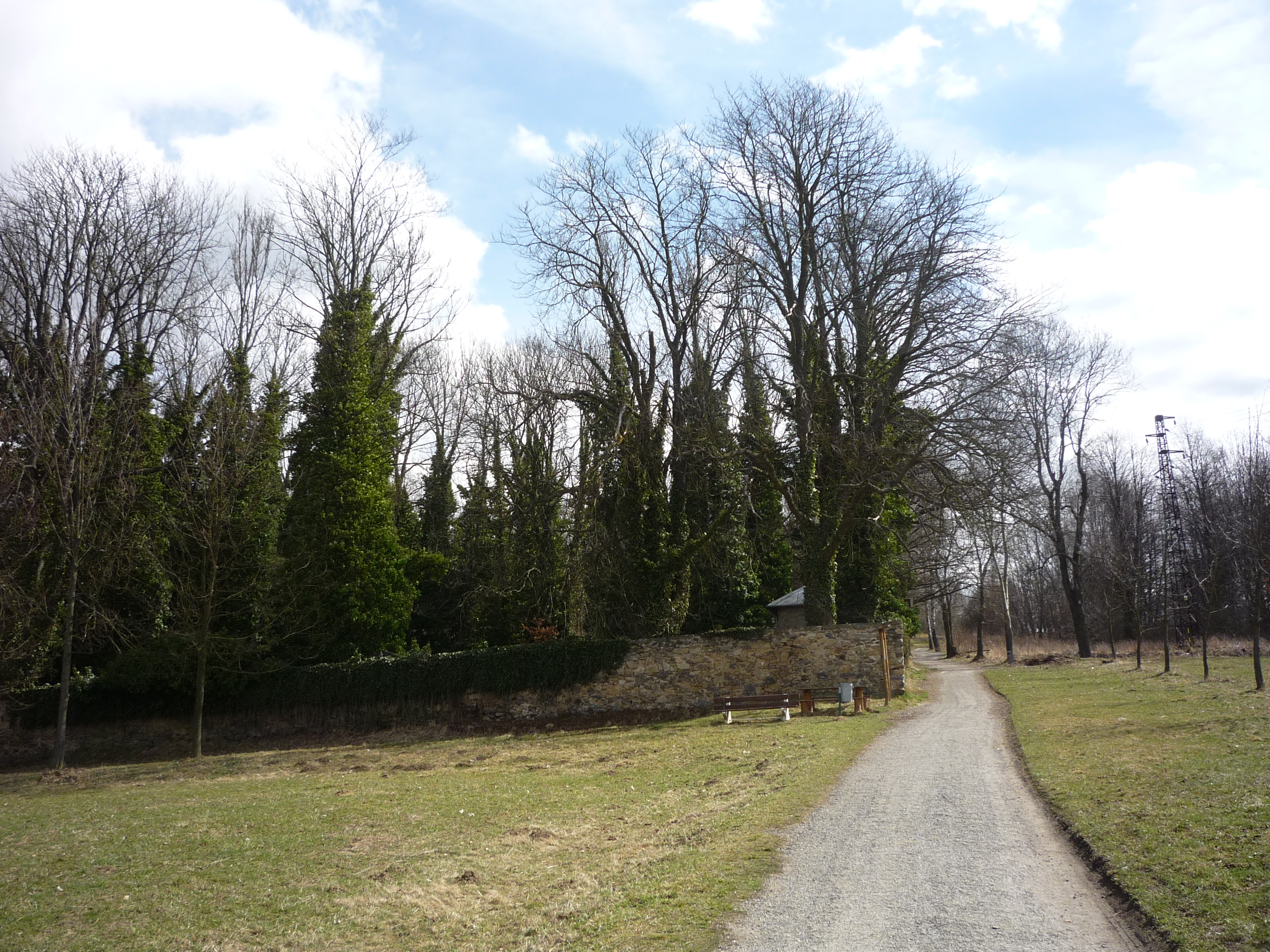
Pěšina stezky u židovského hřbitova
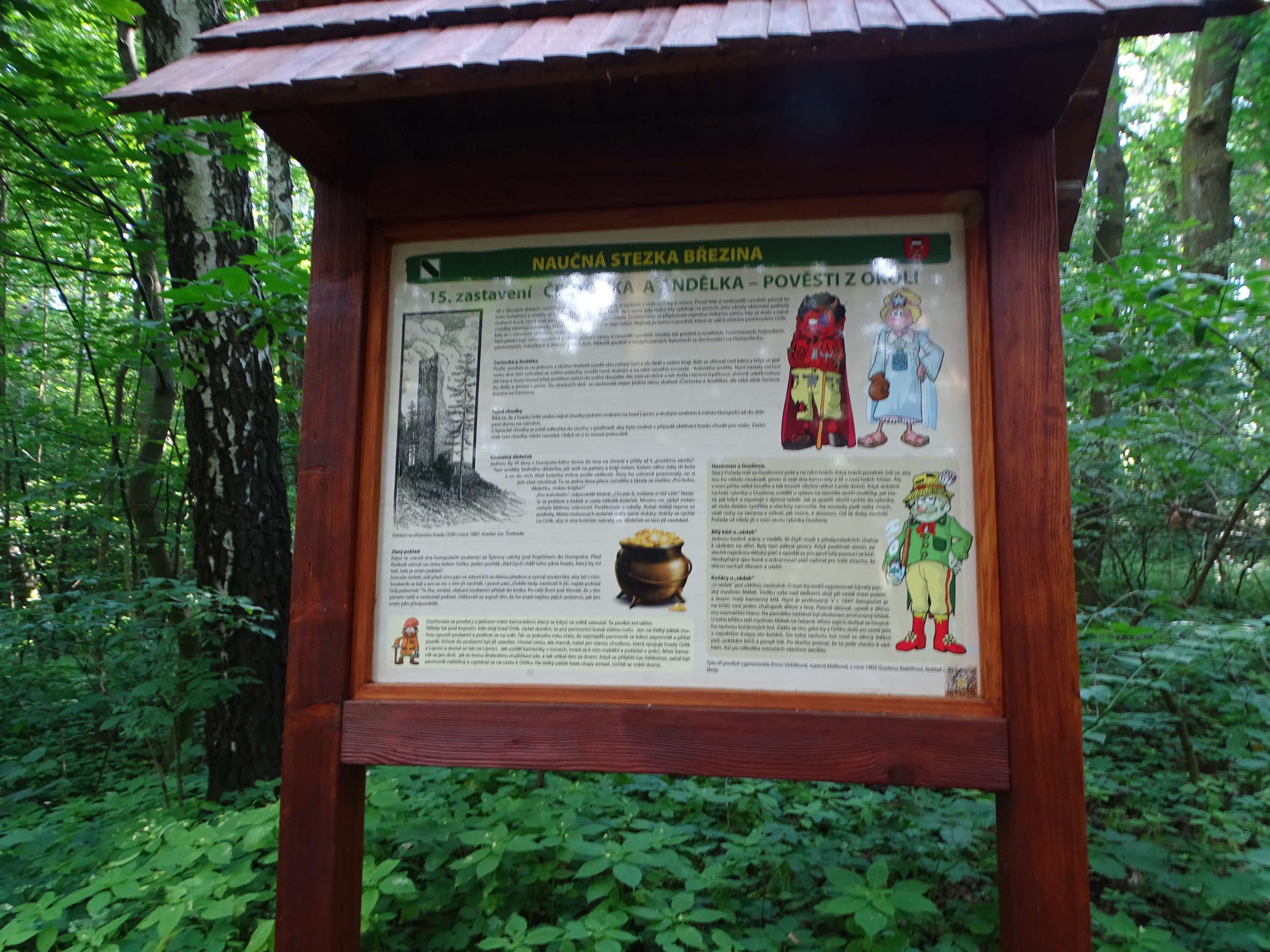
Infotabule č. 15 - pověsti z okolí